# Vale de Torne

A região do Vale de Torne, na fronteira entre a Suécia e a Finlândia

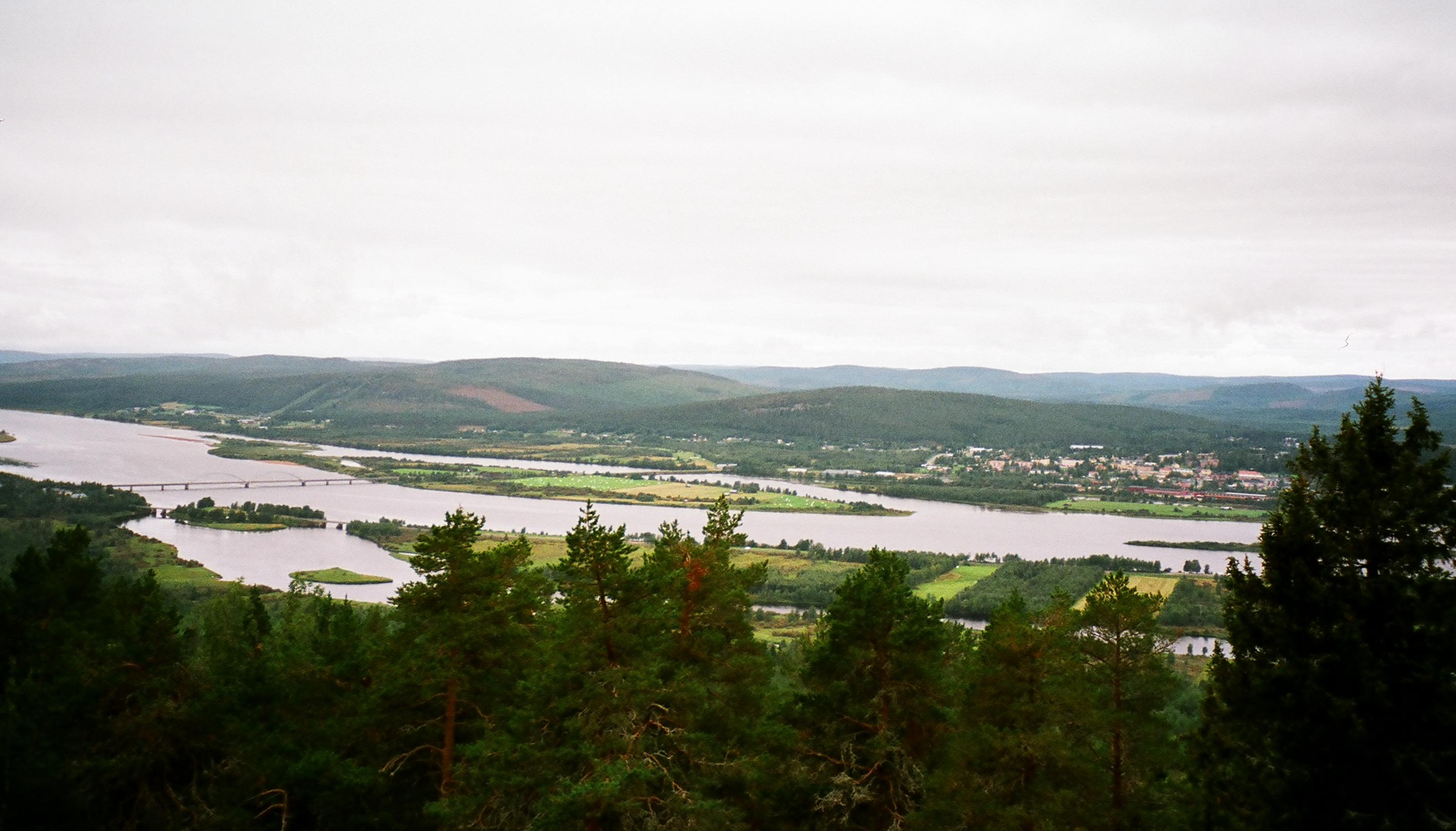
Vista do vale e do rio Torne

O Vale de Torne (em sueco: Tornedalen,  PRONÚNCIA; em meänkieli Meänmaa; em finlandês: Tornionlaakso) é uma região fronteiriça do nordeste da Suécia e noroeste da Finlândia, atravessada pelo rio Torne e o seu afluente Muonio. Numa perspetiva linguística e cultural, o Vale de Torne engloba as comunas suecas onde é falada a variante meänkieli da língua finlandesa - Haparanda, Övertorneå, Pajala, Kiruna, Gällivare e os municípios finlandeses onde é falado o finlandês padrão - Tornio, Ylitornio, Pello, Kolari, Muonio e Enontekiö.